# Euprimitia
Euprimitia is een geslacht van uitgestorven kreeftachtigen uit de klasse van de Ostracoda (mosselkreeftjes).

## Soorten
- Euprimitia anterionoda Knuepfer, 1968 †
- Euprimitia apollonovi Melnikova, 1982 †
- Euprimitia arsenievi Ivanova, 1960 †
- Euprimitia bella Jiang, 1978 †
- Euprimitia bilabrata Oepik, 1937 †
- Euprimitia buttsi Ulrich & Bassler, 1923 †
- Euprimitia capaciovsa Sun (Quan-Ying), 1987 †
- Euprimitia chekiangensis Hou, 1956 †
- Euprimitia compta Kummerow, 1924 †
- Euprimitia compta Sun (Quan-Ying), 1987 †
- Euprimitia elegans Harris, 1957 †
- Euprimitia elongata Coryell & Williamson, 1936 †
- Euprimitia floris Keenan, 1951 †
- Euprimitia gamachei Copeland, 1973 †
- Euprimitia gaspensis Copeland, 1993 †
- Euprimitia hemicircularis Jiang, 1978 †
- Euprimitia hubeiensis Sun, 1978 †
- Euprimitia krafti Copeland, 1974 †
- Euprimitia labiosa (Ulrich, 1894) Kay, 1940 †
- Euprimitia linepunctata (Kay, 1934) Kay, 1940 †
- Euprimitia macropuncta Swain, 1957 †
- Euprimitia macroreticulata Hessland, 1949 †
- Euprimitia magnaporosa Copeland, 1993 †
- Euprimitia marginata Abushik, 1960 †
- Euprimitia millepunctata Swain, 1957 †
- Euprimitia minuta Keenan, 1951 †
- Euprimitia planopunctata Hessland, 1949 †
- Euprimitia provecta Sun (Quan-Ying), 1987 †
- Euprimitia robusta Copeland, 1993 †
- Euprimitia sanctipauli (Ulrich, 1894) Ulrich & Bassler, 1923 †
- Euprimitia simplex Swain, 1957 †
- Euprimitia tenuireticulata Hessland, 1949 †
- Euprimitia xintanensis Sun (Quan-Ying), 1987 †
- Euprimitia yichangensis Sun, 1978 †